# Babas (rei)
Babas (em latim: Babai) foi um rei sármata ativo na segunda metade do século V.

## Vida

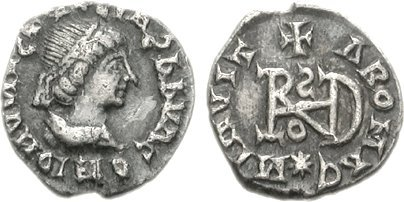
Síliqua de r.

Babas era um rei de origem sármata. No fim dos anos 460, liderou com Beuca o exército que ajudou os suevos dos reis Hunimundo e Alarico a invadir o Reino Ostrogótico da Panônia de Teodomiro (r. 465–474). Na luta, foi derrotado e só alguns escaparam. Em 472, venceu o general bizantino Camundo, mas em seguida foi derrotado e morto numa invasão do ostrogodo Teodorico, o Amal e seus escravos e riquezas, segundo Jordanes, foram espoliados como butim. Com base na afirmação de Jordanes que Teodorico retomou Singiduno dos sármatas, os autores da Prosopografia do Império Romano Tardio sugerem que os domínios de Babas estendiam-se para além do Danúbio, ao norte de Singiduno.